# Anémic Cinéma
Anémic Cinéma è un cortometraggio d'avanguardia del 1926 di Marcel Duchamp, realizzato con la collaborazione di Man Ray; viene ritenuto una pietra miliare del dadaismo.

## Trama
Il filmato mostra nove dischi di cartone con delle spirali disegnate sopra che vengono fatti ruotare alternandoli a un altro gruppo di dieci dischi sui quali sono incise alcune frasi; i due gruppi di dischi si alternano sullo schermo girando in direzioni opposte e a velocità variabili. I dischi con le spirali producono un effetto ottico tridimensionale di una pulsazione che sembra entrare e uscire dallo schermo.
Le frasi scritte sono:
1. Bains de gros thé pour grains de beauté sans trop de Bengué.
2. L'enfant qui tète est un souffleur de chair chaude et n'aime pas le chou-fleur de serre chaude.
3. Si je te donne un sou me donneras-tu une paire de ciseaux?
4. On demande des moustiques domestiques (demi-stock) pour la cure d'azote sur la Cote d'Azur.
5. Inceste ou passion de famille, à coups trop tirés.
6. Esquivons les ecchymoses des esquimaux aux mots exquis.
7. Avez vous deja mis la moëlle de l'épée dans le poële de l'aimée?
8. Parmi nos articles de quincaillerie paresseuse, nous recommandons le robinet qui s'arrête de couler quand on ne l'écoute pas.
9. L'aspirant habite Javel et moi j'avais l'habite en spirale.»

1. Bagni di tè grosso per nei senza troppo Bengué (Bengué o BenGay era un analgesico inventato dal dottore francese Jules Bengué)
2. Il bambino che poppa è un soffiatore di carne calda e non ama il cavolfiore di serra calda
3. Se ti do un soldo mi darai un paio di forbici?
4. Si chiedono delle zanzare domestiche - mezzo stock - per la cura d'azoto sulla Costa Azzurra
5. Incesto o passione di famiglia, tirati a colpi eccessivi
6. Schiviamo i lividi degli eschimesi con squisite parole
7. Avete già messo il midollo della spada nella padella dell'amata?
8. tra i nostri articoli di ferramenta pigra, raccomandiamo il rubinetto che smette di perdere quando non lo si ascolta
9. L'aspirante abita a Javel e io avevo l'abitato in spirale»

## Caratteristiche
Il titolo del film è composto da due parole che sono una anagramma dell'altra oltre che un quasi palindromo. Il "cinema anemico" era un cinema privo di senso svuotato, in linea con le idee sovversive del dadaismo. Il fatto che però venne girato dopo la fine del movimento (che si sciolse spontaneamente nel 1923) lo pone a metà strada tra le avanguardie e il cinema "puro", forse ascrivibile al movimento surrealista.
Il film però, contrariamente al titolo, non è debole, anzi ha la forza di stordire lo spettatore. Leggere le frasi scritte risulta molto difficile, ma quando ci si riesce ecco che il loro senso si rivela beffardo, tipico dell'artista dissacratore.
Il copyright del film è di Rrose Sélavy, pseudonimo di Duchamp.

## Curiosità
- Le spirali rotanti vennero citate da Alfred Hitchcock nei titoli di testa del film La donna che visse due volte, del 1958.[senza fonte]